# Spezialisierungskartell
Das Spezialisierungskartell ist ein Wirtschaftskartell, dessen Mitglieder sich jeweils auf einen bestimmten Teil ihrer ursprünglichen oder möglichen Leistungen spezialisieren. In diesem Bereich darf kein anderes Kartellunternehmen tätig werden. Ziel ist es, durch die Aufteilung der Leistungen Vorteile durch Rationalisierung zu erreichen.

## Allgemeines
Spezialisierungskartelle sind insbesondere für kleine und mittlere Unternehmen von Bedeutung, die sich durch Abstimmung ihrer Unternehmenstätigkeiten gegenüber Großunternehmen konkurrenzfähig halten können. In der Folge kommt es zu einer Beschränkung der Angebotsvielfalt. Zudem kann für jede der betroffenen Leistungen ein Monopol entstehen. Rationalisierungsvorteile entstehen den Mitgliedern durch Verbesserung wirtschaftlicher, technischer und organisatorischer Abläufe wie z. B. eine Steigerung der Produktionsmenge oder eine Verringerung der Verwaltungskosten. Mittelstandskartelle sind unter den Voraussetzungen des § 3 GWB zulässig.  

## Rechtsfragen
Spezialisierungskartelle können nach § 2 Abs. 2 GWB bzw. Art. 101 Abs. 3 AEUV in Verbindung mit der Gruppenfreistellungsverordnung (EU) Nr. 1218/2010 freigestellt sein, soweit die Summe der Anteile der beteiligten Unternehmen am relevanten Markt 20 % nicht überschreitet. Vereinbarungen, die nicht unter die Gruppenfreistellungsverordnung fallen, sind nur zulässig, wenn die beteiligten Unternehmen nachweisen, dass das Kartell zu Verbesserungen bei der Produktion oder sonstigen Leistungsgewinnen führt und die Leistungsgewinne nicht nur den Beteiligten des Kartells zugutekommen. Auch Kosteneinsparungen, die durch die Verringerung der Produktion oder die Aufteilung des Marktes entstehen, können nicht für eine Freistellung angeführt werden.
Durch die Generalklausel des § 1 GWB ist beim generellen Kartellverbot eine Unterscheidung zwischen einzelnen Kartellarten überflüssig. Normen-, Typen- oder Konditionenkartelle haben regelmäßig Auswirkungen, die über den lokalen und regionalen Bereich hinausgehen. Sie sind daher geeignet, den zwischenstaatlichen Handel zu beeinträchtigen. Aufgrund des erweiterten Vorrangs des europäischen Wettbewerbsrechts kann deutsches Recht insoweit nicht vom europäischen Recht abweichen. Aus diesen Gründen wurden auch die speziellen Regelungen über Spezialisierungskartelle, Strukturkrisenkartelle, Rationalisierungskartelle und Einkaufsgemeinschaften aufgehoben.
Sie alle unterliegen dem Kartellverbot, können jedoch im Einzelfall nach § 2 Abs. 1 GWB von der Kartellbehörde genehmigt werden.

## Beispiel
Zwei Schraubenhersteller, A und B, vereinbaren, dass A nur noch Schrauben bis 4 Zentimeter Länge und B nur noch Schrauben ab 4 Zentimeter Länge herstellt; weiterhin wird vereinbart, sich gegenseitig mit jeweils einem Teil der Produktion zu beliefern. Durch diese Spezialisierung der Produktion entstehen beiden Herstellern Einsparungen in der Produktion und auch Wettbewerbsvorteile gegenüber anderen Herstellern.